# 熊谷地方気象台
熊谷地方気象台（くまがやちほうきしょうだい）は、埼玉県熊谷市桜町1丁目6-10にある埼玉県で唯一の地方気象台である。銚子、彦根、下関と共に、県庁所在地ではない自治体に設置されている県単位の地方気象台である。
2007年8月16日に最高気温40.9℃を観測し、多治見地域気象観測所（岐阜県多治見市）とともに、74年ぶりに国内で観測された最高気温の記録を更新した（それまでの記録は1933年7月25日に山形地方気象台で観測された40.8℃であった）。
その後、2013年8月12日に江川崎地域気象観測所（高知県四万十市江川崎（えかわさき）地区）で41.0℃が観測されたが、2018年7月23日に当気象台で再度、国内観測史上最高となる41.1℃を観測した。

## 歴史
1896年12月1日、埼玉県熊谷測候所として観測を開始した。気象台は通常は都道府県庁所在地に置かれるが、埼玉県は、当時の県の基幹産業だった養蚕業の中心が熊谷にあった上、県庁所在地である浦和町（現在のさいたま市）は東京に近すぎたため熊谷に設置されたといわれる。その後、1939年には国営化され、1957年に熊谷地方気象台と改称されて、1965年には新庁舎が完成している。気象官署では珍しく、開設から100年以上一度も移転されずに業務を続けている。

## 観測機器
庁舎屋上に風向風速計と日照計、庁舎横にウィンドプロファイラ、観測露場に温度計・湿度計、積雪計、感雨器、転倒ます型雨量計がある。

## 取り組み
毎年8月に『あついぞ!熊谷　お天気フェア』を開催するなど、気象観測の楽しさを知り、親しみを持てるような活動を行っている。また、ホームページには特設コーナーとして『高温・熱中症対策』を掲載し、熱中症への注意喚起をしている。

### 見学
気象台施設の見学には事前の申し込みが必要で、随時受け付けている。平日の9時から16時まで行っているが、7月21日から8月31日までの夏休み期間は、火曜日と金曜日のみ見学可能。

## 観測された極値
以下の記録は、特記のない限り、気象庁の観測史上1～10位の値（年間を通じての値）（2022年4月28日閲覧）に基づく。
- 最高気温:41.1℃（2018年7月23日）
- 最低気温:-11.6℃（1919年2月9日）
- 最大1時間降水量:88.5ミリ（1943年9月3日）
- 最大24時間降水量:310.5ミリ（1982年9月12日）
- 最小相対湿度:6%（2018年3月30日）
- 最大風速:31.7メートル毎秒（1900年9月28日）
- 最大瞬間風速:41.0メートル毎秒（1966年9月25日）
- 日最深降雪:43センチ（2014年2月8日）
- 最深積雪:62センチ（2014年2月15日）
  - 積雪データーはいずれも平成26年の大雪で観測された。
- 全国での6月・9月の最高気温記録:39.8℃（6月、2011年6月24日）[10]、39.7℃（9月、2000年9月2日）[11]

## アクセス
熊谷駅から朝日バスに乗車し、「気象台入口」下車徒歩3分。徒歩では、熊谷駅から25分、上熊谷駅から15分。